# الحلوة عزيزة (فلم)
الحلوة عزيزة هو فيلم مصري عرض عام 1969، بطولة هند رستم وشكري سرحان، ومن إخراج حسن الإمام.
الفيلم مأخوذ عن رواية «حدث ذات يوم» للأديب الفرنسي فرانسيس دي كرواسيه، واقتباس زينب حسن الإمام، سيناريو فيصل ندا وحوار حسن الإمام.

## قصة الفيلم
عزيزة (هند رستم) راقصة جميلة تعمل في إحياء الأفراح بالمنصورة يحبها ابن العمدة ويحاول التقرب منها ولكنها تصده وتقرر النزوح إلى القاهرة وعند سفرها ينتقم منها ويلقي على وجهها ماء نار فيشوه وجهها وتضطر أن تدير كباريه وتعامل الناس بقسوة، تقع في حب أحمد أحد زبائن الكباريه (شكري سرحان) ولكنها تفلس وتضطر إلى ابتزاز إحدى الزوجات (سهير البابلي) وتهددها بكشف خيانتها لزوجها وهناك تقابل الدكتور رؤوف (سمير صبري) الذي يتعاطف معها ويقرر أن يجري لها عملية لتعيد جمالها وبالفعل تعود عزيزة لجمالها. يقرر أحمد حبيبها أن يقتل ابن شقيقه الطفل الصغير لكي يرث أمواله. وتشاركه عزيزة بأن تعمل مربية للطفل ولكن ضميرها يستيقظ وترفض هذا العمل الإجرامي ويستيقظ ضمير أحمد أيضا عندما يدخل الطفل للجامع ليصلي ويتوب هناك ويبدأ أحمد مع عزيزة صفحة جديدة بلا جرائم.

## طاقم التمثيل
- هند رستم: (عزيزة)
- شكري سرحان: (أحمد رأفت)
- يوسف وهبي: (شوكت رأفت)
- سمير صبري: (د. رؤوف زكي)
- سهير البابلي: (زوجة د. رؤوف)
- نجوى فؤاد: (الراقصة نوسة)
- نجيب سرور: (ابن العمدة)
- حسين إسماعيل: (قرني)
- أحمد غانم: (الشيخ حامد - خادم شوكت)
- محمد أباظة
- بدر نوفل: (العمدة)
- نعيمة الصغير: (ما أسألش)
- سعيدة جلال: (فتاة الكبارية)
- نوال الصغيرة: (راقصة)
- محمد شوقي: (من مدعوين الفرح)
- عبد الغني النجدي: (من مدعوين الفرح)
- أحمد العدل: (شيخ الغفر)
- ألفونس ميخائيل: (صديق شوكت)
- حسن أتلة: (صديق شوكت)
- حسين المليجي: (صديق شوكت)
- حامد مرسي: (صديق شوكت)
- عباس الدالي: (صديق شوكت)
- حسن حسين
- قيس عبد الفتاح: (التلميذ)
- مختار السيد: (عادل)
- الثلاثي المرح: (غناء)

## فريق العمل
- إخراج: حسن الإمام
- اقتباس: زينب حسن الإمام
- سيناريو: فيصل ندا
- حوار: حسن الإمام
- مدير التصوير: إبراهيم صالح
- مونتاج: رشيدة عبد السلام
- موسيقى تصويرية: علي إسماعيل
- إنتاج: المؤسسة المصرية العامة للسينما، مديحة يسري
- توزيع: المؤسسة المصرية العامة للسينما